# Idaeus Fossae
Le Idaeus Fossae sono una struttura geologica della superficie di Marte.